# Wybory prezydenckie w Stanach Zjednoczonych w Kalifornii w 1988 roku
Wybory prezydenckie w Stanach Zjednoczonych w Kalifornii w 1988 roku – odbyły się 8 listopada 1988 jako część 51. wyborów prezydenckich, w których wzięło udział wszystkie 50 stanów oraz Dystrykt Kolumbii.
Wyborcy w Kalifornii wybrali elektorów, aby reprezentowali ich w głosowaniu powszechnym w kolegium elektorskim.
Kalifornia została zdobyta po raz ostatni do dziś przez kandydata republikanów – ówczesnego wiceprezydenta George’a H.W. Busha.
| 1984← 8 XI 1988 →1992 |                                                                                           |                                                                                                   |
| --- | ----------------------------------------------------------------------------------------- | ------------------------------------------------------------------------------------------------- |
| - Kandydat na prezydenta - Partia polityczna - Stan macierzysty - Kandydat na wiceprezydenta - Głosy elektorskie - Głosy powszechne - Wyniki procentowe | - George H.W. Bush - Partia Republikańska - Teksas - Dan Quayle - 47 - 5 054 917 - 51,13% | - Michael Dukakis - Partia Demokratyczna - Massachusetts - Lloyd Bentsen - 0 - 4 702 233 - 47,56% |